# Dicycla renago
Dicycla renago là một loài bướm đêm trong họ Noctuidae.